# Uttendorf
Uttendorf település Ausztriában, Salzburg tartományban a Zell am See-i járásban található. Területe 167,75 km², lakosainak száma 2856 fő, népsűrűsége 17 fő/km² (2014. január 1-jén). A település 804 méter tengerszint feletti magasságban helyezkedik el.
A település részei:
- Hofham (74 fő, 2011. október 31-én[2])
- Köhlbichl (275)
- Litzldorf (158)
- Pölsen (71)
- Quettensberg (240)
- Schwarzenbach (48)
- Stubach (151)
- Tobersbach (170)
- Uggl (63)
- Uttendorf (1641)

## Fordítás
Ez a szócikk részben vagy egészben  az   Uttendorf című angol Wikipédia-szócikk ezen változatának fordításán alapul.  Az eredeti cikk szerkesztőit annak laptörténete sorolja fel. Ez a jelzés csupán a megfogalmazás eredetét és a szerzői jogokat jelzi, nem szolgál a cikkben szereplő információk forrásmegjelöléseként.